# فخري أبو السعود
فخري أبو السعود (1909 - 21 أكتوبر 1940) شاعر وناقد أدبي مصري.
ولد في بنها ونشأ ودرس فيها ثم التحق بالقسم الأدبي في مدرسة المعلمين العليا في القاهرة، وتخرج بها حاملًا أجازتها سنة 1931. أُوفد في بعثية علمية إلى بريطانيا سنة 1932، فدرس الأدب الإنجليزي، ثم عاد إلى وطنه متزوجًا بسيدة إنجليزية، وأنجبا طفلًا، وعاش يمارس التدريس في الإسكندرية واشتغل بالتأليف والبحث والترجمة. سافرت زوجته إلى بريطانيا سنة 1939 لزيارة أهلها ومعها ولدهما قبل اندلاع الحرب العالمية الثانية، وحالت الحرب دون عودتهما ثم سمع أن ابنه مات في حادث غرق سفينة بين بريطانيا وكندا، ثم انقطعت أخبار زوجته عنه، فغلبه اليأس، وضاق بالحياة حتى انتحر مطلقًا نار على رأسه من مسدسه في حديقه داره في يوم خريفي وهو نحو الثلاثين من عمره. اشتهر بدراساته مقارنة بين الأدبين العربي والإنجليزي، نشرت مسلسلة في مجلة «الرسالة» بين سنوات 1934 - 1937، وجمعت في كتاب «في الأدب المقارن ومقالات أخرى» وصدرت في 1997. شعره مبثوت عبر صحفات المجلات والجرائد، وله عدة مؤلفات مخطوطة.

## سيرته
ولد فخري أبو السعود سنة 1327 هـ / 1909م في بنها في القليوبية بالخديوية المصرية ونشأ بها. أنهى الابتدائية والثانوية فيها سنة 1927، ثم تخرج في مدرسة المعلمين العليا في القاهرة سنة 1931، ثم اشتغل بالصحافة والتدريس. سافر إلى بريطانيا في بعثة دراسية لمصلحة وزارة المعارف المصرية فقضى هناك سنتين من 1932 حتى 1934. وزار عدد من الدول الأوروبية.

عاد إلى مصر سنة 1934 بصحبته زوجته الإنكليزية التي تعرف عليها في رحاب الجامعة. ثم اشتغل بالتدريس في الإسكندرية في مدرسة العباسية الثانوية، ثم بالرمل الثانوية. أنجب من زوجته ولدين، وأقام في الإسكندرية مع أسرته الصغيرة حتى سافرت زوجته إلى لندن مع ولديه، قبل اندلاع الحرب العالمية الثانية بأسابيع قليلة، فلما اشتعلت ميادين القتال عام 1939 واستهدفت الطائرات الألمانية المدن البريطانية الرئيسية منذ ستبمر 1940 وكان الولدان من بين الأطفال البريطانيين المرحلين إلى الولايات المتحدة الأميركية، من أجل تجنيبهم الأخطار، فغرقت بهم السفينة جميعاً. أما زوجته فقد منعتها أجواء الحرب عن العودة ثانية إلى مصر، فانقطعت أخبارها عنه، وكانت هذه الحالة سبب انتحاره في يوم 20 رمضان 1359/ 21 أكتوبر 1940 في الثلاثين من عمره، في حديقة داره بالإسكندرية برصاصة أطلقها من مسدسه على رأسه.

وفي 12 يوليو 2010 نظّمت لجنة الدارسات الأدبية واللغوية بالمجلس الأعلى للثقافة بالتعاون مع مكتبة الإسكندرية، احتفالية له بعنوان «مئوية فخري أبو السعود».

## أدبه
اهتم بالأدب، وتاريخ مصر الحديث وتاريخ الأدب العربي، ونظم الشعر. وله مقالات أدبية نشرت في مجلة «المقتطف» و«الهلال» و«الرسالة» و«الثقافة». تميز في شعره برهافة الحسّ، والهدوء وحب الطبيعة، وكان وصّافًا بارعًا. في شعره نزعة إنسانية عميقة، خال من التكلف والزخرفة. جاء في معجم البابطين عنه «يحافظ في شعره على تقاليد القصيدة العربية.. تنوعت أغراضها للتعبير عن نزعته الوطنية.. والانشغال بالطبيعة، وتصوير بعض مظاهر الهم الإنساني. حرص في معظمها على الاستهلال بالتصريع محسنًا بديعيًا، وغلبة الأسلوب الخبري على الإنشائي، تميزت بدقة لغتها وقوة أسلوبها، وقدرتها على رسم الصور الكلية، يلاحظ أن أكثر ما نظم من الشعر أرسل به من إنجلترا إبان بعثته، من ثم كانت صور الطبيعية في إنجلترا هي الغالبة. كتب القصيدة النفسية (القناع) عن جندي بريطاني يعيش على ذكريات مجده القديم، واستجلى نفسية عطيل في لحظة من ثورات نفسه كما تراءت له عبر مسرحية شكسبير، كما اهتم بإثارة الهمة بين بني وطنه لبناء وطن ناهض.»  ومن شعره «هَذي الحَياة التي راقَت مَجاليها»:

## جوائزه
منحته وزارة المعارف المصرية جائزتين عن كتابيه «محمود سامي البارودي»، و«الخلافة الإسلامية» سنة 1939، وأعلنت عن طبع الكتابين ولكن هذا لم يتحقق.

## آثاره
من مؤلفاته:
- «في الأدب المقارن ومقالات أخرى»، مقارنة بين الأدبين العربي والإنجليزي، 1997، (ردمك 9770154091)
- «تس، سليلة دربرفيل»، لتوماس هاردي، رواية ترجمها عن الإنجليزية
- «الثورة العرابية، خلاصة تاريخها ومكانها من النهضة القومية المصرية»، 1930
- «التربية والتعليم»
- «الخلافة الإسلامية»
- «محمود سامي البارودي»

وصدرت له:
- «ديوان فخري أبو السعود»، الهيئة المصرية العامة للكتاب، علي شلش، 1959 (ردمك 9789770105801)
- «فخري ٱبو السعود، ١٩٤٠-١٩١٠ : حياته وشعره مع ملامح من عصره وإشارات ٱلى آثاره النثرية» عبد العليم القباني، الهيئة المصرية العامة للكتاب، 1973

## وصلات خارجية
- فخري أبو السعود على موقع أرشيف الشارخ.
- في «بوابة الشعراء»